# فرنسيس دانيلز مور
فرنسيس دانيّلز مور (بالإنجليزية: Francis Daniels Moore)‏ هو جراح وأستاذ جامعي أمريكي، ولد في 17 أبريل 1913 في إيفانستون في الولايات المتحدة، وتوفي في 24 نوفمبر 2001 في ويستوود في الولايات المتحدة.